# 1990년 한강 대홍수
1990년 한강 대홍수는 1990년 9월 9일부터 12일까지 총 4일간 대한민국 한강 유역에 내린 집중호우로 일어난 홍수와 물난리이다. 1925년 을축년 대홍수 이후 발생한 가장 큰 한강 유역의 집중호우로 중부지방에서 평균 452mm의 강우량과 당시 잠수교 관측 역사상 최대 수위인 해발 13.63 m, 높이 13.70 m를 기록하였다. 한강 유역도 9월 11일 오후 6시 30분경 최대수위인 11.27 m를 기록하여 역사상 6번째로 홍수경보를 발령하였다.
인명피해는 사망자 126명, 실종자 37명 등 총 사상자 163명에 수재민 187,265명이 발생하였다.:440 한강 하류의 행주대교 부근 북쪽 제방이 무너져 경기도 고양군 일대가 침수되고 막대한 피해를 입었다.:201 또한 충주댐의 방류에도 불구하고 폭우로 남한강 상류의 충북 단양 지역이 침수되는 등 중부지방 곳곳이 침수 피해를 입었다.:201

## 원인
1990년의 17호 태풍인 태풍 도트가 9월 7-8일 사이 중국 남부 지방에 상륙하면서 서울 중부의 중위도 저기압과 연결됨에 따라 강력한 저기압이 형성되었다. 이 저기압은 한냉건조한 대륙기단 고기압과 일본 남쪽 해상의 고온다습한 해양기단 고기압 세력의 충돌로 기압골이 형성되며 강한 비구름대를 형성한 채 정체되었다.:201  정체된 비구름대는 중부지방에 10일부터 12일 사이 한강 유역을 중심으로 강한 집중호우를 만들어냈다.

## 전개
9월 9일 새벽부터 시작된 호우는 서울과 경기 지방에 집중적으로 내리기 시작하였다. 4일간 경기도 이천 581.2 mm, 수원 529.6 mm, 강화 512.5 mm, 홍천 508.9mm, 양평 491.7 mm. 서울 486.2 mm의 강우량을 기록했다.:440 당시 경기도 이천과 수원은 1시간동안 59 mm의 비가 계속 쏟아졌다. 특히 경기도 수원의 경우 일 강수량 296.3 mm를 기록하기도 하였다.
9일에는 경기 북부의 퇴계원, 팔당을 비롯한 북한강 상류 지역에 80-120 mm의 호우가 내렸다.:316
10일에는 한강 본류 및 북한강 유역 대부분 지역에 100-150 mm의 비가 내렸고 남한강 일부 지역에는 최대 150 mm의 강우량을 기록하였다. 같은 날 오전 10시 들어 중앙기상대가 서울과 경기지방에 호우주의보를 내렸다가 오후 2시 들어서는 예상 강우량 150-200 mm에 달하는 호우경보로 대치하였다. 또한 강원도에도 추가로 호우주의보를 발령하였다. 9일 기준 이미 서울과 경기 지방에 100 mm가 넘는 호우가 내려 2명이 사망했으며 도로와 가옥 곳곳이 물에 잠기는 일이 발생했다.
10일 오후 8시 경 수도권 전역에 호우경보가 발효되었으며, 계속된 호우로 11일 오전 2시 한강에 홍수주의보가 발표되었다가 오전 8시에는 홍수경보로 대치되었다. 11일 한강 전유역에서 강우량이 200 mm를 돌파하였으며 소양강댐 인근 신풍 지역에서는 최대 620 mm의 강우량을 기록하였다. 12일에는 대부분의 지역에서 호우가 그쳤으며 충주댐 상류 지역에서는 10 mm 내외의 비가 이어졌다. 전체적으로 9일부터 12일까지 사흘간 중부지방의 집중호우는 평균 452mm의 강우량을 기록하면서 200년만의 최다 호우를 기록하였다.
| 측정 지점   | 이전 최대 기록 | 이전 최대 기록 | 이전 최대 기록 | 1990년 홍수  | 1990년 홍수      |
| 측정 지점   | 영점표고 (m)   | 발생년도       | 홍수위 (m)     | 영점표고 (m) | 홍수위 (m)       |
| ----------- | -------------- | -------------- | -------------- | ------------ | ---------------- |
| 한강 인도교 | 2.470          | 1925년         | 11.76          | 1.945        | 11.27 (역대 2위) |
| 고안        | 10.284         | 1925년         | 19.38          | 8.795        | 13.80            |
| 여주        | 33.016         | 1972년         | 11.24          | 33.013       | 10.17            |
| 청평        | 22.708         | 1925년         | 17.10          | 22.664       | 14.14            |

## 지역별 피해

### 서울특별시
9월 9일까지 2명이 사망하였다. 서울시 도봉구 번2동에서 호우로 집이 물에 잠겨 생후 6개월 된 남자아이 한 명이 사망하였으며, 노원구 하계동 대진고등학교 뒷편 신동아 건설 현장에서 10세 남자아이 한 명이 깊이 3 m 되는 웅덩이에 빠져 사망했다. 9일 호우 첫날부터 통일로가 물에 잠겨 통행이 제한되었다.
서울에서의 호우 피해는 주로 11일에 집중되었다. 마포대교에서는 11일 오후 4시 40분경 여의도 선착장에 있던 주식회사 원광소속 유람선 한 척이 빠른 물살에 닻이 풀리면서 주식회사 세모소속 바지선과 유람선을 들이받고 충돌하는 사고가 일어난 직후 세척 모두 빠른 물살을 타고 떠내려가다가 바지선 "노들나루호"와 유람선 2척, "원광호"와 "노들호"가 마포대교까지 떠내려가거나 부딪혀 마포대교가 파손되는 사고가 일어났다. 원광호는 마포대교 충돌 직전 엔진을 켜 충돌을 피했지만, 노들호는 마포대교와 충돌 후 침몰해 노들호 선원 3명이 실종되고 노들호와 바지선의 선원 30여명이 부상을 입었다. 또한 바지선과의 충돌로 파손된 마포대교는 일시적으로 통행이 금지되었다.
당시 한강 상류에서 발생한 홍수가 전부 한강으로 몰려들어 한강 수위가 크게 불어났다. 당시 한강 인도교의 수위는 9월 11일 위험 수위인 10.5 m를 한참 넘은 최고 11.27 m까지 올라갔다. 잠실철교와 한강 여러 대교도 11일 교각만 남기고 물에 잠겼고, 노량진구도 수산시장 일대까지 전부 침수되었다. 안양천의 지류인 개봉천이 범람하면서 개봉동이 물에 잠겨 개봉역 일대도 물에 전부 잠겼고, 노량진역 일대도 전부 성인 남성 가슴 깊이까지 물에 잠겨 11일 오전부터 경인선 통행이 완전 중단되었다. 또한 종로구 가회동에서는 11일 새벽 한옥마을에서 폭우로 지붕이 붕괴되어 일가족 3명이 사망했다. 당시 구로공단 지역도 152개 업체가 물에 잠겨 산업 피해도 여럿 발생했다.
한강 제방도 곳곳에서 붕괴되어 강동구 지역의 풍납동과 천호동, 성내동 일대가 1-1.5 m 높이로 완전히 물에 잠겨 강동구청 건물도 물에 잠기는 등 가장 큰 피해를 입었다. 침수 지역에 고립된 사람들은 헬기로만 150여명 그리고 보트를 이용해서 600여명이 구조되었다. 성내동과 풍납동의 경우에는 1984년 한강 홍수 이후로 6년만에 최대 침수 피해를 입었다.
강남구에서도 수서동 일대와 세곡동, 양재 펌프장 주변, 양재동 일대가 침수되어 5백여 세대가 대피하였다. 저지대인 삼성동과 대치동도 전부 물에 잠겼다. 용산구에서도 용산 5가, 청파 1가, 한강 1가, 원효 3가, 보광동 일부도 침수되었다.
서울 시내 여러 학교도 피해를 입었는데 11일 개봉국민학교, 풍납중학교, 수동중학교 등 15개 학교가 침수되었으며 대성고등학교와 서초중학교 등 6개 학교는 호우로 축대가 붕괴되는 등의 피해를 입었다.

### 인천광역시
인천에서는 12일 낮 12시 40분 1990년 집중호우로 동구 송림5동에서 대낮에 산사태로 주민 23명이 한꺼번에 사망하는 사고가 일어났다. 또한 축대 붕괴로 인한 이 산사태 사고로 추가 붕괴 가능성이 생겨 9월 15일 일대 주민 천여명이 대피하였다.

### 경기도
경기도에서만 안양시 비산대교가 내려앉는 등 도로 47군데가 유실되고 농경지 5만 ha 정도가 물에 잠겼다. 집중호우 당시 전국에서 가장 비가 많이 내렸으며 고양군에서는 한강 둑이 붕괴되어 가장 큰 피해를 입었다. 또한 광주군의 경안 정수장 등 3개 정수장이 물에 잠겨서 5만여 가구가 단수 피해를 입었으며 12,000 가구는 정전 피해를 입었다.
11일에는 안양천과 목감천이 범람하면서 광명시의 저지대인 광명 1,2,3,7동과 철산1동, 하안1동, 소아1동 등의 대부분 지역이 침수되어 3천 가구 11,000명 이상의 이재민이 발생했다. 의왕시에서도 11일 하루에만 620 mm가 넘는 집중호우가 내려 6개동 635가구 2,600명 이상의 주민이 이재민이 되었다. 군포시는 11일 280여세대 900명의 이재민이 발생했다.
경기 북부에서도 피해가 있었다. 11일에는 김포군의 불로리 뒷산이 폭우로 붕괴되어 금강산업 기숙사를 덮쳐 6명이 사망하고 9명이 구조되었다. 김포군의 한 골재 채취장에서도 2명이 실종되었으며, 고양군 상농천에서도 1명이 휩쓸렸다. 왕숙천도 범람하여 미금시 도농리의 510세대 2천여명이 이재민이 되었고 구리시 교문리와 수평동, 수택동 거의 대부분 지역이 물에 잠겨 2,200세대 8,600명의 이재민이 발생하는 등 왕숙천을 지나는 5개 시군에서 1만명이 넘는 사람이 이재민이 되었다. 임진강도 범람하여 파주군의 교화평야도 침수되었다. 양주군 주내면 남반리의 중랑천 제방 100 m, 의정부시 자일동 축석고개 도로도 유실되었으며 의정부시 송산동 오복교 인근 제방 80 m, 남양주군 수동면의 수리시설 3곳과 하천 5군데 25 m 제방도 유실되었다.
11일까지 경기도에서만 총 45명이 사망했다. 위에서 언급한 사망자 외에도 수원시 화서동에서 일가족 5명 등 수원시 7명, 광주군과 성남군에서 각각 2명, 여주군, 의왕시, 가평군에서 1명, 용인군에서 5명이 사망했다.

#### 한강 제방 붕괴
11일 밤 이후 한강의 홍수 상황은 나아지고 있었으나 9월 12일 새벽 3시 경, 한강 하류의 행주대교 부근 북쪽 제방이 334 m 길이로 무너져 경기도 고양군 전체 면적의 70%가 물에 잠기고 일산읍의 38개리, 지도읍의 29개리, 송포면의 16개리 등 3개면에서 모두 83개리가 침수되는 피해가 있었다.:440 고양군 지도읍 신평리에 있던 한강 하류 강둑이 붕괴되어 물이 쏟아져 들어가 민가와 농지를 덮으며 능곡과 일산쪽으로 퍼져나가 수막산 인근까지 침수되었다. 당시 갑작스런 고양군의 한강 범람으로 농경지 5,000 ha가 수몰되었으며 이재민 5만여명 이상이 행주산성 등 고지대로 대피하였다.
당시 붕괴된 제방은 강폭이 좁고 지반이 약한 지역이라 보완 축조 요구가 지속적으로 나왔으며 1984년 홍수 당시에도 지적되었지만 계속되서 방치되었다가 새벽부터 물이 세던 제방이 붕괴되었다.
고양군의 침수로 지도읍 행주내리에 있는 기독교방송(CBS) 방송 능곡송신소가 침수되어 방송이 중단되는 사고가 발생했다. 또한 12일 오후 11시 경에는 파주군 교화면 삼양리의 수막산 앞 한강 제방도 수압을 이기지 못해 폭 5 m, 길이 80 m로 무너지는 피해가 일어났으나 인가가 없는 지역이라 인명 피해는 없었다.
붕괴되었던 행주대교 제방 부근의 홍수 상황은 다음 날인 13일부터 한강물이 빠지고 썰물 시간이 돌아오며 진정되었고 동시에 한강 제방 복구 공사가 진행되어 추가적인 홍수 피해를 막았다. 유실된 행주대교 한강 제방은 홍수 6일 후인 9월 18일 물막이 공사가 종료되어 임시 복구가 완료되었다.

### 강원도
강원도에서도 집중호우로 11일까지 5명 사망, 7명 실종, 2명 부상의 피해가 발생했다. 춘천시 의암호 가운데 있는 중도에서는 주민 112명이 고립되었고, 하중도에서도 150여명이 호우로 고립되었다. 또한 농경지 3,700 ha 가까이가 침수되었으며 강원도 내 국도와 지방도 20여곳도 물에 잠겨 끊겼으며, 건물 514채가 물에 잠겨 400여가구가 이재민이 되었다.
11일 오전 평창군 도암면(현 대관령면)에 있는 용평리조트에서 리조트 내 호수물이 넘쳐 수문을 여는 도중 직원 2명이 실종되는 등 평창군에서 총 4명의 인명 피해가 발생했다. 또한 영월군에서는 하루만에 350 mm가 넘는 기록적인 호우로 영월읍내가 물에 전부 잠겨 5천여명의 주민이 이재민이 되었으며, 농경지 500 ha와 양계장 2군데도 물에 잠겨 하루에만 9억 3천만원이 넘는 재산 피해도 발생했다.

### 충청북도
충청북도도 집중호우로 11일까지 3명이 사망하고 25가구 600여 명의 이재민이 발생했다. 충주댐의 방류량이 지속적으로 증가하면서 중원군(현 충주시)을 흐르는 팔천강과 요도천의 물이 범람하며 이리면 하검단리의 가옥이 침수 위기에 빠졌었고, 건물 45채가 붕괴되고 농경자 600 ha가 침수되었다. 또한 도로도 14곳이 유실되었고 제방고 18개 지점 1,500 m가 유실되었으며 중앙선 철도도 유실되어 제천시와 원주시 사이 교통이 끊기기도 했다.
12일 새벽 5시에는 충주댐이 역류해서 단양군 시가지 등 총 5개 동이 물에 침수되었다. 또한 단양에 있는 성신양회 시멘트 공장도 물에 잠겼으며 국도 제3호선의 충주댐 인근 구간도 침수되어 통행이 단절되었다.

## 교통 피해

### 철도
11일 내린 집중호우로 영동선, 중앙선, 태백선, 경의선, 수인선 전 노선이 운행 중단되었다. 경인선도 전 노선이 운행 중단되었으나 9월 11일 오후 경 서울역-구로역 구간과 오류동역-인천역 구간이 복구되었다. 수인선의 경우 수원역-안산역 구간과 남동역-송도역 사이 구간이 침수되어 전 구간이 운행 중단되었다. 중앙선도 산사태로 구전리역과 팔당역이 휩쓸리고 연규역-구학역 구간, 신림역-창교역 구간, 능내역-양수역 구간, 덕소역-팔당역 구간, 도농역-덕소역 구간의 선로가 파묻히거나 유실되었다. 태백선도 증산역-도로역 구간과 영월역-청령포역 구간이 하천 범람으로 유실되었고 함백역-조동역 구간과 은곡역-백산역 사이 구간도 산사태와 침수로 전 노선이 운행 중단되었다. 호우로 인한 산사태로 경춘선도 일시적으로 단선되었으나 11일 오후 6시 15분 경 복구되었다.
12일 발생한 고양군의 둑 붕괴로 경의선 구간도 대규모로 침수되었다. 구 능곡역도 당시 침수되었다.
중앙선의 경우 12일 오후 5시 경 전 노선이 복구되었다.

### 도로
11일 하루 고속도로와 국도, 지방도는 전국 66곳이 산사태와 침수로 끊겨 통제되었다. 강원도 홍천군 기사월리의 도로 30 m 구간이 유실되어 춘천과 홍천 사이 통행이 끊겼고, 경기도 양평군 차평3리도 도로가 산사태로 끊겼다. 파주군의 문산과 정곡을 잇는 도로와 연천군 왕진면을 잇는 5개 교량도 물에 점부 잠겼으며, 남양주군 팔당군을 지나는 국도 제6호선(경강국도)와 포천군 신복면의 교량도 붕괴되어 통행이 일시적으로 중단되었다.
바지선 충돌 사고로 마포대교가 11일 폐쇄되었다가 12일 오후 8시경 통행이 다시 재개되었다. 이 때문에 주변 교량인 원효대교 등이 심각한 정체를 겪었다.
12일까지도 잠수교, 광진교, 행주대교 3개 한강다리가 통행이 금지되었고, 올림픽대로도 동에서 서로 가는 전 구간이 침수로 통행이 중단되었다. 강변북로도 한강철교 북단과 잠실대교 북단 지점이 통행 금지되었다. 이외에도 서울 시내 여러 구간이 침수되어 통행이 차단되는 불편이 있었다.

### 항공
11일 강릉공항의 활주로와 진입로 일부가 침수되어 11일 오후 비행기편이 전부 운휴되었다.

### 항만
11일 하루에만 전국 109개 항로의 운항이 중지되었다. 인천항의 경우 인천-백령도 노선 21개 여객선이 운항 중단되었으며 목포항도 63개 노선이 운항 중단되었다.

## 영향
수해로 비 피해를 걱정하는 안부전화도 몰려 전화 사용량도 급증했다. 주요 전화국의 통화량이 2배 이상 몰려 전화접촉 지연도 발생했으며, 중계 케이블과 전화선 침수로 전화가 불통된 지역도 많았다.
한강 수위가 급증하여 수도가 단수된 지역도 있었다. 팔당수원지 취수량이 감소하고 노량진 수원지 일부가 침수되어 11일 오후 1시 30분부터 서울 16개동이 단수되었고, 오후 3시부터는 18개동이 추가로 단수되었다.
대한민국 농림수산부가 12일 오후 5시까지 집계한 농경지 피해 면적은 57,000 ha, 침수 면적은 54,000 ha로 이 중 2,600 ha가 유실되거나 메몰되어 아에 농사를 짓지 못하는 상태가 되어 한반도의 쌀 수확에도 여러 영향을 주었다.
이 홍수를 계기로 동강댐 건설이 추진되었다.

## 반응

### 대한민국 정부
노태우 대통령은 9월 11일 한강홍수통제소를 방문해 수해 상황을 시찰했다. 9월 12일에는 고양군의 수해 현장을 둘러본 후 청와대에서 대책외의를 주제하였다.
국무총리 강영훈은 11일 수해 대책 관계 장관 회의를 열고 예산 집행보유액 1,400억, 재해대책예비비 1,800억원을 피해복구 지원금으로 사용하기로 결의하였으며, 모든 공무원은 비상근무 태세에 만전을 기하라고 지시하고 고립 지역의 인명 구조와 이재민의 응급 구호에 최우선 역점을 두고 대처하라고 지시했다. 대책회의가 끝난 후에는 전국의 공무원에게 비상근무 태세강화를 지시하는 국무총리 지시 제7호 전화통신문을 중앙 행정기관과 소속 기관, 그리고 산하 단체에 긴급 발송했다.
대한민국 문교부는 9월 11일 침수되었거나 침수 우려 지역 학교는 임시 휴교 등의 조취를 취하라고 지시했다. 이에 따라 서울시 교육위원회는 12일 서울시내 모든 유치원과 초중고교에 대해 임시 휴교를 선포했다. 경기도도 경기도내 모든 초중고교가 임시 휴교했으며 강원도는 영서지방을 중심으로 157개 학교가 휴교했고 충청북도는 6개 학교가 휴교했다. 또한 중앙대학교와 경희대학교 수원캠퍼스도 임시 휴교했다.
국방부는 피해 지역에 헬리콥터 등 주요 군장비와 병력을 동원해 인명 구조와 피해복구를 지원하기로 결의했으며, 보건사회부는 11일 중앙재해구호합동본부를 설치하고 280개 방역반을 편성했다. 12일에는 행주대규 제방이 붕괴되자 국방부가 제30기계화보병사단, 수도군단 제1175공병단 등 1,500명의 군인을 동원해 복구 작업을 시행했다.
대한민국 농림수산부는 폭우로 농경지가 유실되거나 매몰된 농가의 경우 2 ha 미만일 경우 피해 복구비의 70%, 2 ha 이상일 경우 피해 복구비의 20%를 지원하며, 농가 농지세를 감면하고 영농 자금 상환도 2년 연기하며 그 이자도 줄이기로 결정했다.

### 주요 정치인과 의회
대한민국 국회는 한강에서의 대홍수로 9월 12일 본회의를 속개해 9월 20일까지 8일간 휴회하고 국정감사를 연기하기로 결의하였다.
민주자유당의 김영삼 대표 최고의원은 9월 12일 새벽 경 제방 붕괴로 큰 피해를 입은 경기도 고양군 지역을 둘러보았고, 평화민주당의 김대중 총재도 중앙재해대책본부와 서울시 재해대책본부를 방문하였다.
9월 13일에는 김영삼이 인천 동구 송림동의 산사태 현장을 방문해 합동분향소에 분양하였다. 또한 민주자유당 최고위원인 박태준은 서울 풍납동과 일원동 주민이 대피한 둔촌국민학교와 중동고등학교를 차례로 방문했다. 평화민주당 김대중은 13일 오전 KBS를 방문해 수재의연금을 전달하고 방송 관계자들을 격려했으며, 오후에는 일산을 방문했다. 민주당(꼬마민주당) 총재인 이기택 총재는 춘천 강원도청을 방문했다.

### 지방정부
경기도 재해대책본부는 사망하거나 실종된 유족들에게 한 사람 당 위로금 3백만원을 전달하며, 부상자도 의료보험 대상자로 지정해 치료받을 수 있도록 조치했다.

## 같이 보기
- 대한민국의 풍수해
- 동강댐
- 1984년 한강 대홍수

## 참고 문헌
- 중앙119구조대 (1998년). 재난유형별 사고사례집 (보고서). 2020년 10월 8일에 확인함.
- 건설교통부 (2005년 5월). 한국의 홍수통제 30년사 (보고서). 2020년 10월 8일에 확인함.
- 국토교통부 (2014년 12월). 한국의 홍수통제 40년사 (PDF) (보고서). 2020년 10월 8일에 확인함.